# Кампањ ле Ген
Кампањ ле Ген (фр. Campagne-lès-Guines) насеље је и општина у североисточној Француској у региону Север-Па д Кале, у департману Па де Кале која припада префектури Кале.
По подацима из 2011. године у општини је живело 447 становника, а густина насељености је износила 78,15 становника/km². Општина се простире на површини од 5,72 km². Налази се на средњој надморској висини од 45 метара (максималној 160 m, а минималној 21 m).

## Демографија
| 1962. | 1968. | 1975. | 1982. | 1990. | 1999. | 2011. |
| ----- | ----- | ----- | ----- | ----- | ----- | ----- |
| 254   | 295   | 296   | 370   | 406   | 452   | 447   |

График промене броја становника у току последњих година